# 기니비사우의 대통령
이 문서는 1973년에 설립 이래 기니비사우의 대통령 목록이다.

## 역대 대통령 목록
아래는 기니비사우의 역대 대통령 목록이다.
| 대  | 사진 | 이름                                   | 취임일           | 퇴임일           | 정당                                         | 비고                                            |
| --- | ---- | -------------------------------------- | ---------------- | ---------------- | -------------------------------------------- | ----------------------------------------------- |
| 1   |      | 루이스 카브랄 (1931-2009)              | 1973년 9월 24일  | 1980년 11월 14일 | 기니비사우-카보베르데 아프리카 독립당        | 대통령 / 1980년 쿠데타로 축출됨.                |
| 2   |      | 조앙 베르나르두 비에이라 (1939-2009)   | 1980년 11월 14일 | 1984년 5월 14일  | 군인 / 기니비사우-카보베르데 아프리카 독립당 | 혁명위원회 의장 / 대통령 1번째 임기             |
| -   |      | 카르멘 페레이라 (1937-2016)            | 1984년 5월 14일  | 1984년 5월 16일  | 기니비사우-카보베르데 아프리카 독립당        | 대통령 권한대행                                 |
| (2) |      | 조앙 베르나르두 비에이라 (1939-2009)   | 1984년 5월 16일  | 1999년 5월 7일   | 기니비사우-카보베르데 아프리카 독립당        | 대통령 2번째 임기 / 기니비사우 내전으로 축출됨. |
| -   |      | 안수마느 마네 (1940-2000)              | 1999년 5월 7일   | 1999년 5월 14일  | 군인                                         | 군사평의회 최고사령부 의장                      |
| -   |      | 말랑 바카이 사냐 (1947-2012)           | 1999년 5월 14일  | 2000년 2월 17일  | 기니비사우-카보베르데 아프리카 독립당        | 대통령 권한대행                                 |
| 3   |      | 쿰바 이알라 (1953-2014)                | 2000년 2월 17일  | 2003년 9월 14일  | 사회갱신당                                   | 대통령 / 2003년 쿠데타로 축출됨.                |
| -   |      | 베리시무 코헤이라 세아브라 (1947-2004) | 2003년 9월 14일  | 2003년 9월 28일  | 군인                                         | 헌법·민주 질서 회복 군사 위원회 의장            |
| -   |      | 엔히케 호자 (1946-2013)                | 2003년 9월 28일  | 2005년 10월 1일  | 무소속                                       | 대통령 권한대행                                 |
| (2) |      | 조앙 베르나르두 비에이라 (1939-2009)   | 2005년 10월 1일  | 2009년 3월 2일   | 무소속                                       | 대통령 3번째 임기 / 암살                        |
| -   |      | 하이문두 페레이라 (1955- )             | 2009년 3월 2일   | 2009년 9월 8일   | 기니비사우-카보베르데 아프리카 독립당        | 대통령 권한대행                                 |
| 4   |      | 말랑 바카이 사냐 (1947-2012)           | 2009년 9월 8일   | 2012년 1월 9일   | 기니비사우-카보베르데 아프리카 독립당        | 대통령 / 임기 중 사망                           |
| -   |      | 하이문두 페레이라 (1955- )             | 2012년 1월 9일   | 2012년 4월 12일  | 기니비사우-카보베르데 아프리카 독립당        | 대통령 권한대행                                 |
| -   |      | 마마두 투레 쿠루마 (1947- )            | 2012년 4월 12일  | 2012년 5월 11일  | 군인                                         | 대통령 권한대행                                 |
| -   |      | 마누엘 세리포 하마조 (1958-2020)       | 2012년 5월 11일  | 2014년 6월 23일  | 무소속                                       | 대통령 권한대행                                 |
| 5   |      | 조제 마리우 바스 (1957- )              | 2014년 6월 23일  | 2020년 2월 27일  | 기니비사우-카보베르데 아프리카 독립당        | 대통령                                          |
| 6   |      | 우마로 시소코 엠발로 (1972- )          | 2020년 2월 27일  | 현재             | 민주적 대안 운동,15그룹                      | 대통령                                          |

## 같이 보기
- 기니비사우